# Léon Jouhaux
Léon Jouhaux (Parijs, 1 juli 1879 – aldaar, 28 april 1954) was een Franse vakbondsleider, die in 1951 de Nobelprijs voor de Vrede won.

## Biografie
Jouhauxs vader werkte in een luciferfabriek in Aubervilliers. Toen Jouhaux 16 jaar oud was, moest hij zijn studie afbreken en zelf bij de luciferfabriek gaan werken omdat zijn vaders salaris werd stopgezet vanwege een staking. Hij werd hier zelf meteen een belangrijk lid van de vakbond. In 1900 ging Johaux meedoen met de staking, welke bedoeld was om te protesteren tegen het gebruik van witte fosfor bij de luciferproductie. Hij werd ontslagen vanwege zijn betrokkenheid bij de staking, tot hij later onder druk van de vakbond weer werd aangenomen.
In 1906 werd hij door de lokale vakbond verkozen als hun vertegenwoordiger in de Confédération générale du travail. Hier maakte hij snel promotie. In 1909 werd hij secretaris-generaal van de organisatie, en behield deze positie tot 1947. Zijn doelen als leider van de vakbond waren gelijk aan die van eerdere arbeidersbewegingen: achturige werkdagen, het recht op een vakbond, een collectieve arbeidsovereenkomst en betaalde vakantiedagen. Tijdens het volksfront kende de Accords de Matignon uit 1936 veel van deze eisen toe aan Franse arbeiders.
In de jaren voor de Tweede Wereldoorlog organiseerde Jouhaux veel massaprotesten, onder andere tegen de naderende oorlog. Toen de oorlog begon steunde Jouhaux zijn land, daar hij van mening was dat een overwinning van nazi-Duitsland het einde zou betekenen van de democratie in Europa. Tijdens de oorlog werd Jouhaux gearresteerd en gevangengezet in Buchenwald.
Na de oorlog richtte Jouhaux de sociaaldemocratische CGT-FO op.
In veel opzichten was zijn werk de basis voor de Internationale Arbeidsorganisatie. Jouhaux kreeg veel hoge posities in internationale vakbonden, waaronder het Internationaal Verbond van Vrije Vakverenigingen.